# Haush

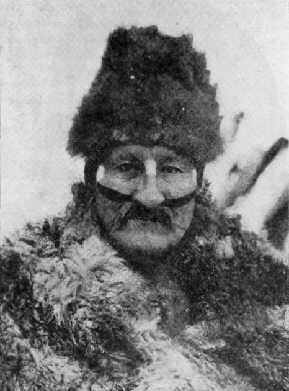
Der Schamane Tenenisk, dessen einer Elternteil zu den Selk’nam und der andere zu den Haush gehörte. Aufnahme von Lucas Bridges um 1899.

Die Gruppe der Haush, auch Manekénk, waren die kleinste unter den vier Ethnien, die bis Anfang des 20. Jahrhunderts auf Feuerland siedelten. Ursprünglich waren sie auf ganz Feuerland vertreten, wurden jedoch von den Selk’nam (Ona) in den Südosten der Hauptinsel, auf die Halbinsel Mitre verdrängt. Ebenso wie die anderen Ureinwohner Feuerlands wurden sie im Zuge der Besiedelung durch weiße Siedler bereits Anfang des 20. Jahrhunderts fast vollständig ausgerottet.
Wie die Selk’nam waren die Haush Jäger, ernährten sich jedoch, weil sie in den Küstenregionen lebten, hauptsächlich von Seelöwen. Zum Fischen benutzten sie Reusen und Spieße, waren jedoch auch auf das Sammeln von Muscheln spezialisiert. Sie lebten meist in Gruppen von zwei bis drei Familien in Hütten aus Zweigen, die mit Seelöwenfellen bedeckt waren. Ihre Lebensweise kann als eine Mischung der Selk’nam und der Yámana betrachtet werden. Tatsächlich kam Heirat mit diesen Gruppen häufig vor. Obwohl keine sprachliche Verwandtschaft zwischen den Yámana und den Haush bestand, verwendeten die Selk’nam Begriffe aus der Sprache der Haush für ihre Hain-Zeremonie, von der angenommen wird, dass sie teilweise aus einem Initiationsritus der Haush abgeleitet wurde. Die Bezeichnung Haush ist ein Begriff der Yámana-Sprache und bedeutet Seegras-Esser, von den Selk’nam selbst wurden die Haush auch Ost-Ona genannt.
Erste Zeugnisse von den Haush existieren in den Zeugnissen einer spanischen Expedition im Jahre 1619. Als James Cook 1769 Feuerland besuchte, berichtete er von der Verwendung europäischer Gegenstände bei den Haush (hauptsächlich von Schiffswracks geborgen). Im späten 19. Jahrhundert drangen Seelöwenjäger und Goldsucher in das Territorium der Haush ein, was die Auslöschung der Ethnie durch gewaltsame Übergriffe und Krankheiten auslöste. Für 1890 schätzte der argentinische Ethnograph Lucas Bridges rund 60 Haush, diese Zahl sank 1911 auf fünf Personen. Heute lebt kein Haush mehr.